# Barraca de vinya (Callús)
La Barraca de vinya és una barraca del municipi de Callús (Bages) inclosa en l'Inventari del Patrimoni Arquitectònic de Catalunya.

## Descripció
És una barraca de planta circular orientada a migdia. Està coberta amb volta cònica construïda a partir de la col·locació de filades de pedra situades cada vegada més cap a l'interior. La falsa cúpula està protegida exteriorment per una coberta de terra i pedruscalls. La barraca té mides d'1,65 m d'alçada; la gruixària dels murs és d'aproximadament uns 90cm. I la seva longitud és de 14m.
L'aparell és força irregular, obrat amb carreus de diferents mides i units en sec. En la part alta del mur hi ha una filada de lloses que envolten tota la barraca i que limiten amb la coberta. La porta és alta i d'estructura rectangular. La barraca es troba enmig d'un camp de blat.